# Frankford Road
Die Frankford Road ist eine Fernstraße im Norden des australischen Bundesstaates Tasmanien. Sie verbindet den West Tamar Highway (A7) bei Exeter mit der Port Sorell Road (B74) östlich von Devonport.

## Verlauf
Die Straße beginnt in Exeter am West Tamar Highway und führt zunächst nach Südwesten durch die Siedlung Glengarry zur Einmündung der Birralee Road(B72). Dort biegt sie nach Nordwesten ab und verläuft durch die Siedlungen Frankford, West Frankford, Herford, Thirstane und Monarty bis zu ihrem Endpunkt an der Einmündung in die Port Sorell Road ca. 6 km östlich von Devonport.